# Florida-Rotwolf
Der Florida-Rotwolf (Canis rufus floridanus), auch als Östlicher Rotwolf oder Florida-Wolf bezeichnet, ist eine ausgestorbene Unterart des Rotwolfs.

## Beschreibung
Der Florida-Rotwolf wurde erstmals 1791 von William Bartram als eigenständige Art Rufus niger beschrieben. Er ist jedoch eng mit dem Rotwolf verwandt und wurde deshalb 1912 von Gerrit Smith Miller als Unterart klassifiziert. Er erreichte eine Länge von 150 Zentimetern. Sein Fell war vollkommen schwarz. Er war kleiner als der Grauwolf, aber seine Ohren waren länger und die Schnauze breiter als beim Grauwolf.

## Verbreitung und Lebensraum
Er bewohnte die Laub- und Sumpfwälder Floridas, Tennessees, Alabamas und des südlichen Georgias. 

## Nahrung und Lebensweise
Der Florida-Rotwolf ernährte sich von kleinen Säugetieren, Vögeln, Fischen, Eidechsen und Früchten, aber auch von Schafen und Hirschen. Im Frühjahr kamen fünf bis sieben Welpen zur Welt.

## Aussterben
Der Florida-Rotwolf war einst von Florida über Tennessee bis ins südliche Georgia verbreitet. In Florida wurde das letzte Tier 1908 erlegt. 1894 wurde er aus den großen Sümpfen nahe dem Mobile County und dem Baldwin County in Alabama verdrängt. Gegen 1910 überlebten die letzten Florida-Rotwölfe in einigen hügeligen Gegenden im Colbert County in Alabama. Vom Hunger getrieben, rissen sie die Schafe der Farmer. Daraufhin wurden die letzten Wölfe gnadenlos geschossen, in Fallen gefangen und vergiftet. Der letzte Florida-Rotwolf wurde 1917 getötet. Es stellte sich jedoch später heraus, dass es sich um eine Hybride aus Rotwolf und Florida-Rotwolf handelte.